# Boharevîțea, Irșava
Boharevîțea (în ucraineană Богаревиця) este un sat în comuna Kameanske din raionul Irșava, regiunea Transcarpatia, Ucraina.

## Demografie
Componența lingvistică a localității Boharevîțea
     Ucraineană (99,61%)
     Alte limbi (0,39%)
Conform recensământului din 2001, majoritatea populației localității Boharevîțea era vorbitoare de ucraineană (99,61%), existând în minoritate și vorbitori de alte limbi.